# Chordonota inermis
Chordonota inermis är en tvåvingeart som först beskrevs av Christian Rudolph Wilhelm Wiedemann 1830.  Chordonota inermis ingår i släktet Chordonota och familjen vapenflugor. Inga underarter finns listade i Catalogue of Life.